# Nossa Senhora das Neves
Pour les articles homonymes, voir Nossa Senhora.
Nossa Senhora das Neves (« Notre-Dame des Neiges ») est une paroisse civile portugaise (en portugais : freguesia) de la municipalité de Beja dans le district du même nom en Alentejo.

## Géographie
Nossa Senhora das Neves est située à l'est du centre urbain de Beja, en direction de Serpa.

## Histoire
La paroisse porte le nom de « Neves » de 1864 à 1936.

## Démographie
Lors du recensement de 2021, Nossa Senhora das Neves compte 1 525 habitants.